# Giacomo Rossi Stuart
Giacomo Rossi Stuart (gyakori művésznevén Jack Stuart) (Todi, 1925. augusztus 25. – Róma, 1994. október 20.) olasz színész, aki legnagyobb sikereit horrorfilmekben alakította.

## Élete
Édesapja olasz, míg édesanyja skót volt, s egész életében használta anyja jellegzetes skót nevét, a Stuartot. Mindamellett az olasz filmiparban jellemző volt angolos hangzású művésznevek használata abban a hiszemben, hogy a filmeket könnyebb lesz eladni angol nyelvterületen.
Rossi rendszeresen sportolt, gyakorlatot szerzett a lovaglás, a boksz és a vívás területén, ezen tudása pedig jól jött filmjeiben is. Az 1950-es években az Egyesült Államokba költözött és New Yorkban, egy stúdióban tanult színészetet.
1953-tól kezdett el hazájában filmezni és több mint negyven évig dolgozott színészként. Kipróbálta magát a színháztól kezdve a művészfilmeken, spagettiwesterneken, horrorokon, kémfilmeken és bűnügyi filmeken át a televíziós sorozatokig. Gyakran foglalkoztatott szinkronhang is volt, egyes olasz filmekben más színészeknek adta a hangját.

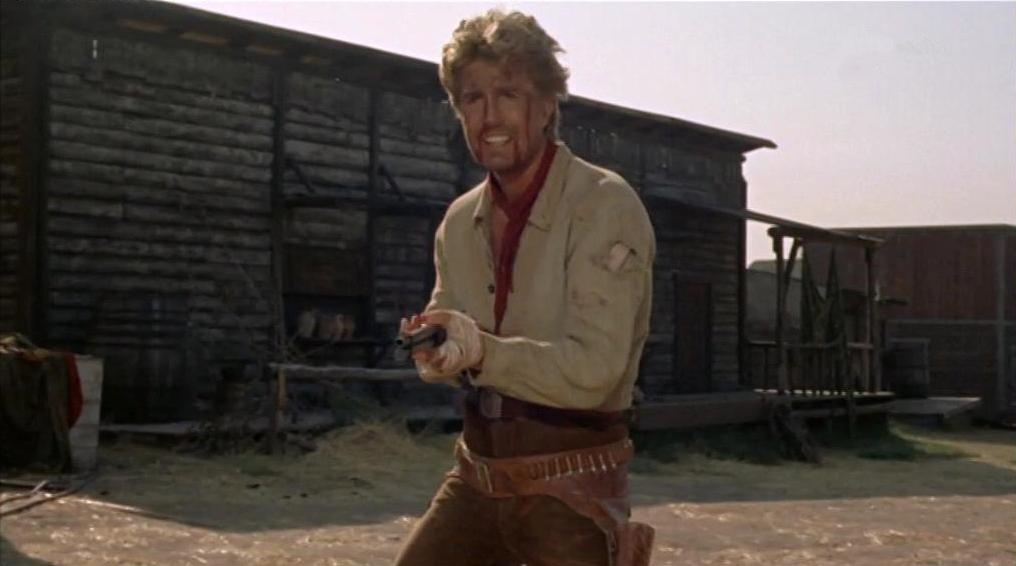
Rossi a Degueyo c. 1966-os spagettiwesternben, mint a főszereplő Norman Sandel.

## Magánélete
Felesége a német-holland illetőségű Klara Müller fotómodell volt, akitől egy fia és két lánya született. Közülük Kim Rossi Stuart és Valentina Rossi Stuart is színészek lettek. Feleségével történt válása után komoly depresszió lett úrrá a színészen, s egy darabig elzárkózva élt egy falusi házban.

## Filmográfiája
- Háború és béke (War and Peace), 1956
- Búcsú a fegyverektől (A Farewell to Arms), 1957
- Jovanka és a többiek (5 Branded Women), 1960
- Nagy Katalin cárnő (Caterina di Russia), 1963
- Zorro és a három muskétás (Zorro e i tre moschettieri), 1963
- Az utolsó ember a Földön (The Last Man on Earth), 1964
- A félelem hadművelet (Operazione paura), 1966
- A fekete Zorro (El Zorro), 1968
- Ötszemélyes hadsereg (Un esercito di 5 uomini), 1969
- Darázsfészek (Hornets' Nest), 1970
- Koncert szólópisztolyra (Concerto per pistola solista), 1970
- Ben és Charlie (Amico, stammi lontano almeno un palmo), 1972
- Mussolini végnapjai (Mussolini ultimo atto), 1974
- Zorro (1975)
- A nagy csata (Il grande attacco), 1978

## Sorozatszerepei
- Az Angyal visszatér (Return of the Saint), 1979 (1 epizód)